# ブライアン・モリス
エイブリー・ブライアン・モリス（Avery Bryan Morris, 1987年3月28日 - ）は、アメリカ合衆国・テネシー州タラホーマ出身のプロ野球選手（投手）。右投左打。現在は、フリーエージェント（FA）。

## 経歴

### プロ入り前
2005年のMLBドラフト3巡目（全体88位）でタンパベイ・デビルレイズから指名されたが、契約には至らなかった。

### プロ入りとドジャース傘下時代
2006年のMLBドラフト1巡目追補（全体26位）でロサンゼルス・ドジャースから指名され、6月9日に契約。契約後、傘下のパイオニアリーグのルーキー級オグデン・ラプターズでプロデビュー。14試合に先発登板して4勝5敗・防御率5.13・奪三振の成績を残した。
2007年はトミー・ジョン手術を行ったため、シーズンを全休した。
2008年はA級グレートレイクス・ルーンズでプレーし、17試合に先発登板して2勝4敗・防御率3.20・72奪三振の成績を残した。

### パイレーツ時代
2008年7月31日にピッツバーグ・パイレーツ、ボストン・レッドソックス間の三角トレードで、アンディ・ラローシュと共にパイレーツへ移籍した。移籍後はA級ヒッコリー・クロウダッズで3試合に先発登板して0勝2敗、防御率5.02・11奪三振の成績を残した。
2009年はA+級リンチバーグ・ヒルキャッツでプレーし、15試合に先発登板して4勝9敗・防御率5.57・32奪三振の成績を残した。オフの11月20日にパイレーツとメジャー契約を結び、40人枠入りした。
2010年3月2日にパイレーツと1年契約に合意。A+級ブレイデントン・マローダーズで開幕を迎えると8試合に先発し、3勝0敗・防御率0.60・40奪三振と好投。5月21日にAA級アルトゥーナ・カーブへ昇格。19試合（先発16試合）に登板して6勝4敗・防御率4.25・84奪三振の成績を残した。
2011年3月3日にパイレーツと1年契約に合意。3月18日にAAA級インディアナポリス・インディアンスへ異動し、開幕をAA級アルトゥーナで迎えた。この年はAA級アルトゥーナでプレーし、35試合（先発6試合）に登板して3勝4敗3セーブ・防御率3.35・64奪三振の成績を残した。
2012年3月3日にパイレーツと1年契約に合意。3月18日にAAA級インディアナポリスへ異動し、そのまま開幕を迎えた。6月24日にメジャーへ昇格したが、登板のないまま翌25日にAAA級インディアナポリスへ降格した。9月10日に再昇格し、14日のシカゴ・カブス戦でメジャーデビュー。3点ビハインドの8回裏から登板し、1回を無安打無失点に抑えた。この年は5試合に登板して防御率1.80・6奪三振の成績を残した。
2013年3月1日にパイレーツと1年契約に合意。3月22日にAAA級インディアナポリスへ異動し、そのまま開幕を迎えた。4月12日にメジャーへ昇格。1試合に登板し、4月16日にAAA級インディアナポリスへ降格。4月30日に再昇格し、同日のミルウォーキー・ブルワーズ戦では、同点の7回裏から登板したが、2回を2安打1失点で勝ち越しを許し、メジャー初黒星を喫した。5月1日のブルワーズ戦では2点ビハインドの7回1死から登板し、0.2回を無安打無失点に抑え、直後の8回表にパイレーツが逆転したため、メジャー初勝利を挙げた。10試合に登板したが、5月27日にAAA級インディアナポリスへ降格。5月28日にホセ・コントレラスが故障者リスト入りしたため、メジャーへ昇格した。この年は55試合に登板して5勝7敗・防御率3.46・37奪三振の成績を残した。
2014年は開幕ロースター入りすると、5月27日に1日だけマイナー降格されたが、5月末までに21試合に登板し、4勝0敗・防御率3.80とまずまずの数字を残した。一方で、与四球率4.56、被本塁打率1.52、WHIP1.56など、投球内容はかなり悪かった。

### マーリンズ時代
2014年6月1日に2014年のMLBドラフト1巡目・全体39位（戦力均衡ラウンドA）の指名権とのトレードで、マイアミ・マーリンズへ移籍した。マーリンズ加入後は39試合にリリーフ登板し、防御率0.66という神がかり的な数値をマーク、それもあって4勝1敗と勝ち越した。通年では60試合でマウンドに登り、防御率1.82・8勝1敗 17ホールド・WHIP1.28という見事な内容だった。
2015年は、2年連続60試合以上となる67試合に登板し、5勝4敗18ホールド・防御率3.14・47奪三振という成績を記録。WHIPは1.48と高めだったが、FIPは3.64で、実際の投球内容と防御率にあまり差はなかった。
2016年9月20日にDFAとなり、22日に40人枠から外れる形でAAA級ニューオーリンズ・ゼファーズへ配属された。

### ジャイアンツ時代
2016年12月13日にサンフランシスコ・ジャイアンツとマイナー契約を結び、2017年のスプリングトレーニングに招待選手として参加することになった。
2017年の開幕は傘下のAAA級サクラメント・リバーキャッツで迎え、4月30日にメジャー契約を結んでアクティブ・ロースター入りした。6月23日にDFAとなり、27日にFAとなった。

## 詳細情報

### 年度別投手成績
| 年 度    | 球 団    | 登 板 | 先 発 | 完 投 | 完 封 | 無 四 球 | 勝 利 | 敗 戦 | セ 丨 ブ | ホ 丨 ル ド | 勝 率 | 打 者 | 投 球 回 | 被 安 打 | 被 本 塁 打 | 与 四 球 | 敬 遠 | 与 死 球 | 奪 三 振 | 暴 投 | ボ 丨 ク | 失 点 | 自 責 点 | 防 御 率 | W H I P |
| -------- | -------- | ----- | ----- | ----- | ----- | -------- | ----- | ----- | -------- | ----------- | ----- | ----- | -------- | -------- | ----------- | -------- | ----- | -------- | -------- | ----- | -------- | ----- | -------- | -------- | ------- |
| 2012     | PIT      | 5     | 0     | 0     | 0     | 0        | 0     | 0     | 0        | 0           | ----  | 20    | 5.0      | 2        | 0           | 2        | 0     | 1        | 6        | 1     | 0        | 1     | 1        | 1.80     | 0.80    |
| 2013     | PIT      | 55    | 0     | 0     | 0     | 0        | 5     | 7     | 0        | 7           | .417  | 270   | 65.0     | 57       | 8           | 28       | 5     | 2        | 37       | 6     | 0        | 25    | 25       | 3.46     | 1.31    |
| 2014     | PIT      | 21    | 0     | 0     | 0     | 0        | 4     | 0     | 0        | 4           | 1.000 | 103   | 23.2     | 25       | 4           | 12       | 3     | 2        | 14       | 3     | 1        | 11    | 10       | 3.80     | 1.56    |
| 2014     | MIA      | 39    | 0     | 0     | 0     | 0        | 4     | 1     | 0        | 13          | .800  | 169   | 40.2     | 33       | 2           | 12       | 3     | 2        | 36       | 5     | 0        | 6     | 3        | 0.66     | 1.11    |
| '14計    | MIA      | 60    | 0     | 0     | 0     | 0        | 8     | 1     | 0        | 17          | .889  | 272   | 64.1     | 58       | 6           | 24       | 6     | 4        | 50       | 8     | 1        | 17    | 13       | 1.82     | 1.28    |
| 2015     | MIA      | 67    | 0     | 0     | 0     | 0        | 5     | 4     | 0        | 18          | .556  | 277   | 63.0     | 67       | 3           | 26       | 0     | 3        | 47       | 2     | 0        | 26    | 22       | 3.14     | 1.48    |
| 2016     | MIA      | 24    | 0     | 0     | 0     | 0        | 0     | 0     | 1        | 6           | ----  | 132   | 17.2     | 15       | 4           | 10       | 1     | 1        | 13       | 0     | 0        | 7     | 6        | 3.06     | 1.42    |
| 2017     | SF       | 20    | 0     | 0     | 0     | 0        | 2     | 0     | 0        | 1           | 1.000 | 94    | 21.0     | 24       | 1           | 11       | 2     | 0        | 15       | 1     | 0        | 16    | 15       | 6.43     | 1.67    |
| MLB：6年 | MLB：6年 | 231   | 0     | 0     | 0     | 0        | 20    | 12    | 1        | 49          | .625  | 1007  | 236.0    | 223      | 22          | 101      | 14    | 11       | 168      | 18    | 1        | 93    | 82       | 3.13     | 1.37    |

- 2017年度シーズン終了時

### 獲得タイトル・表彰・記録
MiLB
- オールスター・フューチャーズゲーム選出：1回（2010年）

### 背番号
- 57（2012年、2014年途中 - 2017年）
- 29（2013年 - 2014年途中）